# Enzym
Enzymer er biomolekyler, der katalyserer (øger hastigheden af) kemiske reaktioner. Næsten alle enzymer er proteiner. I enzymatiske reaktioner kaldes molekyler i begyndelsen af processen substrater, og enzymet omdanner substraterne til forskellige molekyler kaldet produkter. Næsten alle processer i en celle behøver enzymer for at kunne gå hurtigt. Da enzymer er ekstremt selektive med deres substrater og kun øger hastigheden af nogle få reaktioner blandt mange mulige, bestemmer det sæt af enzymer, der er syntetiseret i en celle hvilken stofskiftevej, der indtræffer i cellen.
Enzymer virker som alle andre katalysatorer ved at sænke aktiveringsenergien for en reaktion (Ea eller ΔG‡). Det øger reaktionshastigheden dramatisk, så den i de fleste tilfælde er millioner af gange hurtigere end hastigheden for de ikke-katalyserede reaktioner. Som andre katalysatorer bliver enzymer hverken brugt i reaktionen eller forandrer reaktionens kemiske ligevægt. Enzymer adskiller sig fra andre katalysatorer ved at være langt mere specifikke og er kendt for at katalysere omkring 4.000 biokemiske reaktioner.
Nogle få RNA-molekyler kaldet ribozymer katalyserer ligeledes reaktioner, hvoraf et yderst vigtigt eksempel er nogle dele af ribosomet. Syntetiske molekyler (kunstige enzymer) udviser også enzymlignende katalysatoreffekt.
Enzymaktiviten kan påvirkes af andre molekyler: Inhibitorer er molekyler, der sænker enzymaktiviteten; aktivatorer er molekyler, der hæver aktiviteten. Mange medikamenter og giftstoffer er enzyminhibitorer. Aktiviteten påvirkes også af temperaturen, de kemiske omgivelser (fx pH) og koncentrationen af substratet. Nogle enzymer bruges kommercielt som i syntesen af antibiotika, og nogle husholdningsprodukter bruger enzymer til at fremme biokemiske reaktioner (fx nedbryder enzymer i biologiske vaskemidler protein- eller fedtpletter på tøj, og enzymer i kødmørnere nedbryder strukturerende proteiner og gør kødet nemmere at tygge).

## Etymologi og historie
I det sene 18. århundrede og tidlige 19. århundrede kendtes fordøjelsen af kød foretaget af mavesekreter og omdannelsen af stivelse til sukre af planteekstrakter og spyt. Den mekanisme, som gennemførte denne proces, var dog ikke identificeret.
I det 19. århundrede konkluderede Louis Pasteur i forbindelse med studiet af gærs fermentering af sukker til alkohol, at denne fermentering blev katalyseret af vitale kræfter i gærcellen kaldet "fermenter". Han mente, at de kun virkende i levende organismer. Han skrev, at "alkoholisk fermentering er en handling svarende til livet og organiseringen af gærcellen, ikke til døden eller forrådnelse af cellen."
I 1878 brugte den tyske fysiolog Wilhelm Kühne (1837–1900) første gang ordet enzym, som kommer fra græsk ενζυμον "i surdej", til at beskrive denne proces. Ordet enzym blev senere brugt om ikke-levende substanser som pepsin, og ordet ferment blev brugt om kemisk aktivitet produceret af levende organismer.[kilde mangler]
I 1897 begyndte Eduard Buchner at undersøge evnen til at fermentere sukker i gærekstrakt, der ikke indeholdt levende gærceller. I eksperimenter ved Humboldt-Universität zu Berlin fandt han ud af, at sukkeret blev fermenteret, uanset om der var levende gærceller i miksturen eller ej. Han navngav enzymet, der fremdrog fermenteringen af sukrose, "zymase". I 1907 modtog han Nobelprisen i kemi for sin biokemiske forskning og sin opdagelse af celleuafhængig fermentering. Enzymer er navngivet efter den reaktion, de udfører, i Buchners forsøg. Typisk bliver suffikset -ase tilføjet navnet af substratet (fx er laktase et enzym, der kløver laktose) eller typen af reaktion (fx danner DNA-polymerase DNA-polymerer).[kilde mangler]
Efter at have vist, at enzymer kan fungere uden for levende celler, var det næste trin at bestemme deres biokemiske natur. Mange forskere havde bemærket, at enzymatisk aktivitet var associeret med proteiner, men flere videnskabsmænd (blandt andre Nobelpristager Richard Willstätter) talte for, at proteiner blot var bærere af de virkelige enzymer, og at proteiner per se var uduelige som katalysatorer. I 1926 viste James B. Sumner dog, at enzymet urease var et rent protein og krystalliserede det; Sumner gjorde det samme med enzymet katalase i 1937. Konklusionen var, at rene proteiner kan være enzymer, hvilket endeligt blev bevist af Northrop og Stanley, som arbejdede med fordøjelsesenzymerne pepsin (1930), trypsin og chymotrypsin. Disse tre videnskabsmænd fik tildelt Nobelprisen i kemi i 1946.
Opdagelsen af at enzymer kunne krystalliseres tillod at foretage røntgenkrystallografi, så man kunne udlede enzymers struktur. Det blev først gjort for lysozym, der er et enzym, som fordøjer nogle bakteriers kapper og findes i tårer, spyt og æggehvide. Strukturen blev løst af en gruppe ledet af David Chilton Phillips og publiceret i 1965. Denne højopløsningsstruktur af lysozym markerede begyndelsen til området strukturel biologi og indsatsen for at forstå, hvordan enzymer fungerer i detaljer på atomart plan.[kilde mangler]

## Strukturer og mekanismer
Enzymer er generelt kugleformede proteiner, selv om andre former kan forekomme, og måler fra 62 aminosyrerester (ca. 6,8 kDa) i størrelse for monomeren af 4-oxalocrotonattautomerase til over 2.500 rester (ca. 275 kDa) i det animalske enzym fedtsyresynthase. Enzymers størrelse angives oftest i antal aminosyrerester, eftersom forskellig form og foldning gør en beskrivelse i rumfangs- eller længdeenheder besværlig, men der findes dog nogle tilnærmende metoder, hvormed 1 aminosyrerest svarer til omkring 138 Å3. Et mindre antal RNA-baserede biologiske katalysatorer eksisterer: det mest almindelige er ribosomet. Disse refereres til som enten RNA-enzymer eller ribozymer. Enzymers aktivitet bestemmes af deres tredimensionelle struktur. De fleste enzymer er meget større end de substrater, de virker på, og kun en lille del af enzymet (omkring 3-4 aminosyrer) er direkte involveret i katalysen. Den region, der indeholder de katalyserende rester (kaldet aktivt sæde), binder substratet og udfører derefter reaktionen. Enzymer kan også indeholde sæder, der binder cofaktorer, som behøves for katalysen. Nogle enzymer har også bindingssæder til små molekyler, som ofte er direkte eller indirekte produkter eller substrater for den reaktion, der katalyseres. Denne binding kan bruges i henhold til at forøge eller sænke enzymets aktivitet, hvilket giver muligheder for feedbackregulering.
Ligesom alle andre proteiner er enzymer lavet af lange, lineære kæder af aminosyrer, der folder og dermed producerer et tredimensionelt produkt. Hver unik aminosyresekvens producerer en specifik struktur, som har unikke egenskaber. Individuelle proteinkæder kan nogle gange gruppere sig og danne et proteinkompleks. De fleste enzymer kan denatureres (ufoldet og inaktiveret) af opvarmning eller kemiske denaturanter, som nedbryder proteinets tredimensionelle struktur. Afhængigt af enzymet kan denaturering både være reversibel og irreversibel.

### Specificitet
Enzymer er generelt meget specifikke med hensyn til de reaktioner, som de katalyserer, og hvilket substrat, der er involveret i disse reaktioner. Komplementær form, ladning og hydrofil/hydrofob karakter af enzymer og substrater er ansvarlig for denne specificitet. Enzymer kan også udvise et imponerende niveau af stereospecificitet, regioselektivitet og kemoselektivitet. Nogle særlige enzymer kan reagere med mere end ét substrat, og nogle få enzymer, kaldet "brogede enzymer", kan reagere med en relativt bred række substrater. Det er blevet foreslået, at brogede enzymers lidt bredere substratspecificitet er vigtig for evolutionen af nye biosyntetiske veje.
Nogle af de enzymer, der udviser den største specificitet og nøjagtighed, er involveret i kopiering og udtrykning af genomet. Disse enzymer har "korrektur"-mekanismer, hvor et enzym som DNA-polymerase i det første trin katalyserer en reaktion, for derefter at tjekke, om produktet er korrekt i et andet trin. Denne totrinsproces resulterer i en gennemsnitlig fejlrate på mindre end 1 fejl per 100 millioner reaktioner i de ekstremt nøjagtige pattedyrspolymeraser. Lignende korrekturmekanismer findes også i RNA-polymeraser, aminoacyl-tRNA-synthetaser og ribosomer.

#### Modeller for enzymaktivitet
For at forstå enzymers virkemåde har videnskabsfolk i tidens løb foreslået forskellige modeller, som har kunnet simplificere den kompleksitet, der omgiver enzymaktiviteten. Den nuværende model er "induceret tilpasning", men den er udviklet efter en årrække, hvor "lås og nøgle"-modellen havde mange tilhængere.
"Lås og nøgle"-modellen
Emil Fischer foreslog i 1894 "Lås og nøgle"-modellen, hvis forklaring på, at enzymer er meget specifikke, er, at både enzymet og substratet har specifikke geometriske former, der passer præcist til hinanden. Selv om denne model forklarer enzymspecificiteten, formår den ikke at forklare stabiliseringen af det overgangsstadium, enzymet kommer til at befinde sig i. "Lås og nøgle"-modellen er blevet afvist, og modellen for fremkaldt eller induceret tilpasning er på nuværende tidspunkt den mest accepterede enzym-substrat-coenzymfigur.
Induceret tilpasning
I 1958 foreslog Daniel Koshland en modifikation til "lås og nøgle"-modellen: Eftersom enzymer er ret fleksible strukturer, forandres det aktive sæde til stadighed i takt med, at enzymet interagerer med substratet. De sidekæder, der udgør det aktive sæde, formes ved substratbinding således, at de sidder i den præcise position, der gør det muligt for enzymet at udføre dets katalytiske funktion. I nogle tilfælde, såsom glykosidaser, ændrer også substratmolekylet form, mens det trænger inde i det aktive sæde. Det aktive sæde fortsætter med at forandre sig, indtil substratet er fuldgyldigt bundet, hvormed den endelige form og ladning er bestemt.

### Mekanisme
Enzymer kan agere på flere måder, som alle sammen sænker ΔG‡:
- Sænke aktiveringsenergien ved at skabe omgivelser, i hvilke overgangstilstanden stabiliseres (fx forvride formen af et substrat – ved at binde overgangstilstandskonformationen af substrat-produkt-molekylerne forvrider enzymet de bundne substrater til deres overgangstilstandsform. Det reducerer mængden af energi, der behøves for at færdiggøre overgangstilstanden).
- Sænke energien for overgangstilstanden uden dog at forvride substratet ved at skabe omgivelser med den modsatte ladningsfordeling end den for overgangstilstanden.
- Tilbyde en alternativ reaktionsvej. For eksempel ved midlertidigt at reagere med substratet og danne et intermediært ES-kompleks, som ville være umuligt i fraværet af enzymet.
- Reducere reaktionsentropiændringen ved at bringe substraterne sammen i den korrekte orientering til at reagere. Det er interessant, at denne entropiske effekt involverer destabiliseringen af grundtilstanden,[32] og at effektens indsats som katalysator er relativt lille.[33]

#### Stabilisering af overgangstilstanden
Forståelsen af oprindelsen for reduceringen af ΔG‡ forudsætter, at man finder ud af, hvordan enzymerne kan stabilisere overgangstilstandene mere end overgangstilstandene for ikke-katalyserede reaktioner. Tilsyneladende er den mest effektive måde at opnå høj stabilisering brug af elektrostatiske effekter; i særdeleshed ved at have relativt faste polære omgivelser, der er orienteret i retning af overgangstilstandens ladningsfordeling. Sådanne omgivelser eksisterer ikke i vandige ikke-katalyserede reaktioner.

#### Dynamik og funktion
Senere undersøgelser har givet ny indsigt i sammenhængen mellem enzymers interne dynamik og deres katalysatormekanisme.
Et enzyms interne dynamik er bevægelsen af dets interne dele (fx aminosyrer, en gruppe af aminosyrer, en loop-region, en alfahelix, tætliggende betaplader eller endogså et helt domæne). Disse bevægelser forekommer på forskellige tidsskalaer, der rangerer fra femtosekunder til sekunder. Netværk af proteinrester gennem et enzyms struktur kan medvirke til katalyse gennem dynamisk bevægelse. Proteinbevægelse er vitalt for mange enzymer, men om det er små og hurtige vibrationer eller større og langsommere konformationelle bevægelser, der er vigtigst, afhænger af den involverede reaktionstype. Selvom disse bevægelser er vigtige i binding og afgivelse af substrater og produkter, er det ikke klart, om bevægelserne hjælper til at accelerere de kemiske trin i enzymatiske reaktioner. Denne nye indsigt bidrager også til forståelsen af allosteriske effekter og udviklingen af ny medicin.

### Allosterisk modulering
Allosteriske enzymer ændrer deres struktur som svar på bindingen af effektorer. Modulering kan være direkte, hvor effektoren binder direkte til enzymets bindingssæde, eller indirekte, hvor effektoren binder til andre proteiner eller proteinunderenheder, der interagerer med det allosteriske enzym og dermed influerer den katalytiske aktivitet.

## Cofaktorer
Nogle enzymer udviser fuld aktivitet uden brug af ekstra komponenter. Andre behøver, at mindre molekyler (cofaktorer) bindes til dem, for at de er fuldt aktive. Disse cofaktorer kan enten være uorganiske (fx metalioner og jern-svovl-forbindelser) eller organiske (fx flavin og hæm). Organiske cofaktorer kan enten være prostetiske grupper, som er tæt forbundet til et enzym, eller coenzymer, som afgives fra enzymets aktive sæde under reaktionen. Coenzymer inkluderer NADH, NADPH og ATP. Disse molekyler agerer i forbindelse med overførslen af kemiske grupper mellem enzymer.
Et eksempel på et enzym, der indeholder en cofaktor, er kulsyreanhydrase, som er vist i et bånddiagram ovenfor med en zink-cofaktor bundet som en del af dets aktive sæde. Disse tætforbundne molekyler findes normalt i det aktive sæde og er involverede i katalysen. Fx er flavin- og hæm-cofaktorer ofte involveret i redoxreaktioner.
Enzymer, der behøver en cofaktor, men ikke har en bundet til sig, kaldes apoenzymer. Et apoenzym sammen med dets cofaktor(er) kaldes et holoenzym (hvilket er den aktive form). De fleste cofaktorer er ikke kovalent bundet til et enzym, men er meget tæt tilknyttet. Organiske prostetiske grupper kan dog være kovalent bundet (fx thiaminpyrofosfat i enzymet pyruvatdehydrogenase). Termen "holoenzym" kan også bruges om enzymer, der indeholder flere proteinunderenheder, såsom DNA-polymeraserne; her er holoenzymet det komplette kompleks, som består af alle de underenheder, der er nødvendige for aktiviteten.

### Coenzymer
Coenzymer er små organiske molekyler, der transporterer kemiske grupper fra ét enzym til et andet. Nogle af disse kemikalier såsom riboflavin, thiamin og folinsyre er vitaminer – dette gælder, når komponenterne ikke kan fremstilles i kroppen, men må udvindes fra kosten. De kemiske grupper, der overføres, inkluderer hydridionen (H-) båret af NAD+ eller NADP+, acetylgruppen båret af coenzym A, formyl-, methenyl- eller methylgrupper båret af folinsyre og methylgruppen båret af S-adenosylmetionin.
Da coenzymer bliver kemisk ændret som konsekvens af enzymaktion, kan coenzymer med fordel betragtes som en speciel klasse substrater, som bruges af mange forskellige enzymer. Fx vides det, at omkring 700 enzymer bruger coenzymet NADH.
Coenzymer bliver normalt regenererede, og deres koncentrationer bevares på et konstant niveau inde i cellen: for eksempel bliver NADPH regenereret gennem pentosefosfatvejen og S-adenosylmethionin af methioninadenosyltransferase.

## Termodynamik
Som alle katalysatorer ændrer enzymer ikke en reaktions kemiske ligevægt. Normalt går reaktionen med tilstedeværelse af enzymer i samme retning, som den ellers ville, men forløber bare hurtigere. Dog vil reaktionen i fravær af enzymer eventuelt resultere i andre produkter, fordi de ændrede betingelser gør, at disse produkter dannes hurtigere.
Yderligere kan enzymer koble to eller flere reaktioner, således at en termodynamisk favorabel reaktion kan bruges til at drive en termodynamisk ufavorabel reaktion. For eksempel driver hydrolysen af ATP ofte andre biokemiske reaktioner.
Enzymer katalyserer både de fremadgående og tilbagegående reaktioner. De ændrer ikke selve ligevægten, men kun hvor hurtigt den nås. For eksempel katalyserer carboanhydrase dets reaktion i begge retninger afhængigt af koncentrationen af dets reaktanter.
{\displaystyle \mathrm {CO_{2}+H_{2}O{\xrightarrow {Carboanhydrase}}H_{2}CO_{3}} } (i væv; høj CO2-koncentration)
{\displaystyle \mathrm {H_{2}CO_{3}{\xrightarrow {Carboanhydrase}}CO_{2}+H_{2}O} } (i lunger; lav CO2-koncentration)
Ikke desto mindre er reaktionen praktisk taget irreversibel, hvis ligevægten er stærkt forskudt i den ene retning, dvs. i en meget exergonisk reaktion. På de betingelser katalyserer enzymet kun den reaktion, der tillades rent termodynamisk.

## Kinetik
Enzymkinetik er undersøgelsen af, hvordan enzymer binder substrater og omdanner dem til produkter. De data om reaktionshastigheder, som benyttes i kinetiske analyser er opnået ved hjælp af enzym-assays.
I 1902 foreslog Victor Henri en kvantitativ teori for enzymkinetik, men hans eksperimentelle data var ikke brugbare, fordi betydningen af hydrogenionkoncentrationen endnu ikke var forstået. Efter at Peter Lauritz Sørensen havde defineret den logaritmiske pH-skala og introduceret puffer-konceptet i 1909, gentog den tyske kemiker Leonor Michaelis og hans canadiske licentiat Maud Leonora Menten Henris eksperimenter og bekræftede hans ligning, som nu kaldes Henri-Michaelis-Menten-ligningen (eller blot Michaelis-Menten-ligningen). Deres arbejde blev yderligere udviklet af G. E. Briggs og J. B. S. Haldane, som udledte kinetiske ligninger, der stadig i høj grad bruges i dag.
Henris store bidrag var at opdele enzymreaktioner i to trin. I det første bindes substratet reversibelt til enzymet, hvormed de danner et enzym-substrat-komplex. Dette kaldes nogle gange et Michaelis-kompleks. Enzymet katalyserer dernæst det kemiske trin i reaktionen og afgiver produkterne.
Enzymer kan katalysere op til flere millioner reaktioner per sekund. For eksempel vil reaktionen, som katalyseres af enzymet orotidin 5'-fosfatdecarboxylase, bruge halvdelen af substratet på 78 millioner år, hvis enzymet ikke er til stede. I fald enzymet tilsættes varer den samme proces blot 25 millisekunder. Enzymhastigheder afhænger af opløsningsbetingelser og substratkoncentrationer. Betingelser, der denaturerer proteiner, såsom høje temperaturer og ekstremer inden for pH eller saltkoncentrationer, ophæver enzymaktiviteten, mens stigning i substratkoncentration har tendens til at forøge aktivitet. For at finde den maksimale hastighed for en enzymatisk reaktion forøges substratkoncentrationen indtil en konstant hastighed for produktdannelse ses. Dette vises i mætningskurven til højre. Mætning sker i takt med, at substratkoncentrationen øges, fordi mere og mere af det frie enzym omdannes til den substratbundne ES-form. Ved den maksimale hastighed (Vmax) for enzymet er alle enzymernes aktive sæder bundet til substrat, og mængden af ES-komplekser er den samme som den totale mængde enzym.
Vmax er dog kun én kinetisk konstant for enzymer. Den mængde substrat, der er nødvendig for at opnå en given reaktionshastighed, er også vigtig. Dette er givet ved Michaelis-Menten-konstanten (Km), som er den substratkoncentration, ved hvilken et enzym når halvdelen af sin maksimumhastighed. Hvert enzym har en karakteristisk Km-værdi for et givet substrat, og dette kan vise, hvor stram bindingen af substratet er til enzymet. En anden brugbar konstant er kcat, som er det antal substratmolekyler, der håndteres af et aktivt sæde per sekund.
Et enzyms effektivitet kan udtrykkes som kcat/Km. Dette kaldes også specificeringskonstanten og inkorporerer hastighedskonstanter for alle trin i reaktionen. Fordi specificeringskonstanten afspejler både affinitet og katalytisk formåen er den brugbar til at sammenligne forskellige enzymer med hinanden eller det samme enzym brugt til forskellige substrater. Det teoretiske maksimum for en specificeringskonstant kaldes diffusionsgrænsen og er omkring 108 til 109 (M-1 s-1). Ved denne koncentration vil ethvert sammenstød mellem enzymet og substratet resultere i katalyse, og hastigheden af produktdannelsen er ikke begrænset af reaktionshastigheden, men af diffusionshastigheden. Enzymer med denne egenskab kaldes katalytisk perfekte eller kinetisk perfekte. Eksempler på sådanne enzymer er triosefosfatisomerase, carboanhydrase, acetylcholinesterase, catalase, fumarase, β-lactamase og superoxiddismutase.
Michaelis-Menten-kinetik bygger på massevirkningsloven, som er udledt af antagelsen af fri diffusion og termodynamisk drevet tilfældig kollision. Mange biokemiske og cellulære processer afviger dog betydeligt fra disse betingelser på grund af meget høje koncentrationer, faseseparering af enzym/substrat/produkt eller en- eller todimensionel molekylær bevægelse. I disse situationer kan en fraktal Michaelis-Menten-kinetik anvendes.
Nogle enzymer virker med kinetik, der er hurtigere end diffusionshastigheder, hvilket ville virke umuligt. Flere mekanismer er blevet inddraget til at forklare dette fænomen. Nogle proteiner anses for at accelerere katalyse ved at trække deres substrat ind og programmere deres retning ved brug af dipolære elektriske felter. Andre modeller påberåber sig en kvantemekanisk tunneleringsforklaring, hvormed en proton eller en elektron kan tunnelere gennem aktiveringsbarrierer, selvom denne model for protontunnelering stadig er kontroversiel. Kvantemekanisk tunnelering for protoner er blevet observeret i tryptamin. Dette tyder på, at enzymkatalyse kan karakteriseres mere korrekt som "gennem barrieren" end den traditionelle model, hvor det er nødvendigt at substrater går "over" en sænket energibarriere.

## Inhibering
Reaktionsrater for enzymer kan sænkes med forskellige typer af enzyminhibitorer.
Kompetitiv inhibering
I kompetitiv inhibering konkurrerer substrat og inhibitor om enzymet (dvs. de kan ikke binde på samme tid). Ofte ligner kompetitive inhibitorer meget enzymets rigtige substrater. For eksempel er metotrexat en kompetitiv inhibitor for enzymet dihydrofolatreduktase, som katalyserer reduktionen af dihydrofolat til tetrahydrofolat. Ligheden mellem folinsyres og medikamentets strukturer er vist i figuren til højre nederst. Vær opmærksom på at binding af inhibitoren ikke behøver at være til det samme bindingssæde som for substratet (hvilket det ofte fremstilles som), hvis inhinbitorbinding ændrer enzymets konformation og dermed forhindrer binding af substratet og vice versa. I kompetitiv inhibering ændres reaktionens maksimale hastighed ikke, men højere substratkoncentrationer er nødvendige for at nå en given hastighed, hvorden Km øges.
U-kompetitiv inhibering
Ved ikke-kompetitiv inhibering kan inhibitoren ikke binde til det frie enzym, men kun til ES-komplekset. Det EIS-kompleks, der så dannes, er enzymatisk inaktivt. Denne type af inhibering er sjælden, men kan forekomme for multimeriske enzymer.
Ikke-kompetitiv inhibering
Ikke-kompetitive inhibitorer kan binde til enzymet samtidig med substratet. Det medfører, at de aldrig binder til det aktive sæde. Både EI- og EIS-komplekserne er enzymatisk inaktive. Fordi inhibitoren ikke kan drives væk fra enzymet af højere substratkoncentrationer (i kontrast til kompetitiv inhibering), ændres den tilsyneladende Vmax. Men eftersom substratet stadig kan binde til enzymet, forbliver Km det samme.
Blandet inhibering
Denne type inhibering ligner den ikke-kompetitive bortset fra, at EIS-komplekset har tilbageværende enzymatisk aktivitet.
I mange organismer kan inhibitorer agere som en del af feedback-mekanismer. Hvis et enzym producerer for meget af en substans i organismen, kan denne substans agere som en inhibitor for enzymet i begyndelsen af den reaktionsvej, som den produceres på, hvilket medfører at produktionen af den givne substans gøres langsommere eller stopper, når det er til stede i tilstrækkelige mængder. Dette er en form for negativ feedback. Enzymer, som er genstand for denne type regulering, er ofte multimeriske og har allosteriske bindingssæder for regulerende substanser. Deres substrat/hastighed-plots er ikke hyperbolske, men sigmoide.
Irreversible inhibitorer reagerer med enzymet og danner en kovalent addukt med proteinet. Inaktiveringen er irreversibel. Disse forbindelser inkluderer eflornitin, et medikament brugt til at behandle den parasitiske sygdom sovesyge. Penicillin og acetylsalicylsyre virker også på denne måde. Med disse medikamenter er forbindelsen bundet i det aktive sæde og enzymet omdanner derefter inhibitoren til en aktiveret form, der reagerer irreversibelt med en eller flere aminosyrerester.

### Brug af inaktivatorer
Inhibitorer er ofte brugt som medikamenter, men de kan også agere som giftstoffer. Forskellen mellem en gift og et medikament er dog ofte kun et spørgsmål om dosering, da de fleste medikamenter er giftige i visse mængder, som Paracelsus skrev, "I alle ting er der en gift, og der er ingenting uden en gift." Ligeledes er antibiotika og andre medikamenter mod smitte bare specifikke giftstoffer, der dræber en patogen men ikke dens vært.
Et eksempel på en inaktivator, der bruges som medikament, er acetylsalicylsyre, som inhiberer enzymerne COX-1 og COX-2, der producerer betændelsesbudbringeren prostaglandin, hvormed smerte og betændelse undertrykkes. Giften cyanid er en irreversibel enzyminaktivator, der forener sig med det kobber og jern, der er i enzymet cytokrom c oxidases aktive sæde og blokerer cellulær respiration.

## Biologisk funktion
Enzymer udøver en række af funktioner inden i levende organismer. De er uundværlige for signaltransduktion og celleregulering, ofte via proteinkinaser og fosfataser. De genererer også bevægelse, hvor myosin hydrolyserer ATP og genererer muskelsammentrækning og flytter også last rundt i cellen som en del af cytoskelettet. Andre ATPaser i cellemembranen er ionpumper involverert i aktiv transport. Enzymer er også involverede i mere eksotiske funktioner, såsom luciferase, der genererer lys i ildfluer. Virus kan også indeholde enzymer til at inficere celler, såsom HIV-integrase og revers transkriptase, eller til viral afgivelse fra celler som influenzavirus' neuraminidase.
En vigtig enzymfunktion er i dyrs fordøjelsessystemer. Enzymer såsom amylaser og proteaser nedbryder store molekyler (henholdsvis stivelse og proteiner) til mindre, så de kan absorberes i tarmsystemet. Stivelse for eksempel er for stort til at blive absorberet i tarmen, men enzymer hydrolyserer stivelseskæder til mindre molekyler såsom maltose og senere glukose, som derefter kan absorberes. Forskellige enzymer fordøjer forskellige madsubstanser. I drøvtyggere, som er planteædere, producerer mikroorganismer i fordøjelsessystemet et andet enzym, cellulase, til at nedbryde plantefibres cellulosecellevægge.
Flere enzymer kan samarbejde i en specifik rækkefølge, hvormed stofskifteveje dannes. I stofskifteveje bruger ét enzym produktet fra et andet enzym som substrat. Efter den katalytiske reaktion bliver produktet videregivet til et nyt enzym. Nogle gange kan mere end ét enzym katalysere den samme reaktion parallelt, hvilket tillader mere kompleks regulering: for eksempel kan ét enzym agere med en lav konstant aktivitet, mens et andet enzym agerer med høj aktivitet, hvis fremkaldt.
Enzymer bestemmer, hvilke trin der forekommer i disse veje. Uden enzymer ville metabolisme hverken udføres gennem de samme trin, eller være hurtig nok til at tjene cellens behov. En stofskiftevej såsom glykolyse kunne ikke eksistere uafhængigt af enzymer. Glukose for eksempel kan reagere direkte med ATP og blive fosforyleret på ét eller flere af dets carbonatomer. I enzymers fravær ville dette forløbe så langsomt, at det ville være ubetydeligt. Hvis hexokinase derimod er tilsat forløber disse langsomme reaktioner kontinuerligt i et sådant tempo, at hvis reaktionsblandingen testes kort tid efter tilsætning, vil produktet fra fosforylering af glukoses 6. carbon, glukose-6-fosfat, være det eneste betydelige produkt. Som konsekvens deraf afhænger netværket af stofskifteveje inden i cellen af det sæt af funktionelle enzymer, der er til stede.

## Aktivitetskontrol
Der er fem primære måder enzymaktivitet kontrolleres i cellen.
1. Enzymproduktion (transkription og translation af enzymgener) kan forøges eller formindskes af en celle som svar på ændringer i cellens omgivelser. Denne form for genregulering kaldes enzyminduktion og -inhibering. For eksempel kan bakterier blive resistente over for antibiotika såsom penicillin, fordi enzymer kaldet beta-laktamaser er tilsat, som hydrolyserer livsvigtige beta-laktamringe inden i penicillinmolekylet. Et andet eksempel er enzymer i leveren kaldet cytochrom P450 oxidaser, som er vigtige i medicinmetabolisme. Induktion eller inhibering af disse enzymer kan forårsage lægemiddelinteraktioner.
2. Enzymer kan være opdelte med forskellige stofskifteveje forekommende i forskellige cellulære rum. For eksempel bliver fedtsyrer syntetiserede af ét sæt enzymer i cytosol, endoplasmatisk reticulum og Golgiapparatet og brugt af et andet sæt af enzymer som energikilde i mitokondier gennem β-oxidation.[69]
3. Enzymer kan reguleres af inhibitorer og aktivatorer. For eksempel er produkterne af en stofskiftevej ofte inhibitorer for et af de første enzymer i vejen (normalvis det første irreversible trin, kaldet det forpligtende trin), hvilket regulerer mængden af slutprodukter lavet på vejen. En sådan regulatorisk mekanisme kaldes negativ feedback, da mængden af produceret slutprodukt reguleres af dets egen koncentration. Negativ feedback kan effektivt justere synteseraten af intermediære metabolitter i henhold til cellens behov. Det hjælper med at fordele materialer og energi økonomisk, og hindrer fremstillingen af overskydende slutprodukter. Ligesom andre homeostatiske anordninger hjælper kontrollen af enzymatisk aktion med at vedligeholde et stabilt internt miljø i levende organismer.
4. Enzymer kan reguleres gennem posttranslationel modifikation. Dette kan inkludere fosforylering, myristilering og glykosylering. For eksempel hjælper fosforylering af flere enzymer, inklusiv glykogensynthase, med at kontrollere syntesen eller degraderingen af glykogen og tillader cellen at respondere på ændringer i blodsukkeret.[70] Et andet eksempel på posttranslationel modifikation er kløvningen af polypeptidkæder. Chymotrypsin, en fordøjende protease, produceres i sin inaktive form som chymotrypsinogen i bugspytkirtlen og transporteres i denne form til maven, hvor den aktiveres. Det hindrer enzymet i at fordøje bugspytkirtlen eller andre væv før det kommer ind i fordøjelsessystemet. Denne type af inaktive forstadier til enzymer er kendt som et zymogen.
5. Nogle enzymer kan blive aktiverede når de flyttes til et andet miljø (fx fra reducerende (cytoplasma) til oxiderende (periplasma) omgivelser), høj pH til lav pH etc). For eksempel bliver hemagglutinin i influenzavirus aktiveret af konformationsændringer forårsaget af sure betingelser, hvilke opstår når det optages inden i værtscellen og kommer ind i lysosomet.[71]

## Involvering i sygdom
Eftersom en streng kontrol af enzymaktivitet er essentiel for homøostase, kan enhver funktionsfejl (mutation, overproduktion, underproduktion eller deletion) af et enkelt kritisk enzym føre til en genetisk sygdom. Enzymers vigtighed vises ved det faktum, at en letal sygdom kan forårsages af funktionsfejl for blot én type enzymer ud af tusinder, der er i vores krop.
Et eksempel er den mest almindelige form for fenylketonuri. En mutation af en enkelt aminosyre i enzymet fenylalaninhydroxylase, som katalyserer det første trin i nedbrydningen af fenylalanin, resulterer i en ophobning af fenylalanin og lignende produkter. Det kan føre til udviklingshæmning, hvis sygdommen ikke behandles.
Et andet eksempel er at mutationer i sæd- og ægceller i gener kodende for DNA-reparationsenzymer forårsager arvelige kræftsyndromer som xeroderma pigmentosum. Defekter i disse enzymer forårsager cancer, da kroppen ikke i samme grad er i stand til at reparere mutationer i genomet. Det forårsager langsom akkumulering af mutationer og resulterer i udviklingen af mange typer cancer hos den påvirkede.

## Navngivningskonventioner
Navnet på et enzym er ofte udledt af dets substrat eller den kemiske reaktion, det katalyserer, med navnet endende på -ase. Eksempler er laktase, alkoholdehydrogenase og DNA-polymerase. Dette kan resultere i forskellige enzymer, kaldet isoenzymer, med samme funktion, der dermed har samme fundamentale navn. Isoenzymer har en forskellig aminosyresekvens og kan muligvis adskilles ved deres optimale pH, kinetiske egenskaber eller immunologisk. Yderligere er det ikke sikkert, at den normale fysiologiske reaktion, et enzym katalyserer, er den samme som under kunstige betingelser. Dette kan resultere i, at det samme enzym bliver identificeret med to forskellige navne. For eksempel er glukoseisomerase, der industrielt bruges til at konvertere glukose til sødemidlet fruktose, en xyloseisomerase in vivo.
International Union of Biochemistry and Molecular Biology har udviklet en nomenklatur for enzymer, de såkaldte EC-numre; hvert enzym beskrives af en sekvens af fire tal, der kommer efter bogstaverne "EC".
Det første tal klassificerer enzymet i bred forstand baseret på dets mekanisme:
Det øverste niveau i klassificeringen er
- EC 1 Oxidoreduktaser: katalyserer oxidation-/reduktion-reaktioner
- EC 2 Transferaser: overfører en funktionel gruppe (fx en metyl- eller fosfatgruppe)
- EC 3 Hydrolaser: katalyserer hydrolysen af forskellige bindinger
- EC 4 Lyaser: kløver forskellige bindinger på anden måde end hydrolyse og oxidation
- EC 5 Isomeraser: katalyserer isomeriseringsændringer inden for et enkelt molekyle
- EC 6 Ligaser: sammenføjer to molekyler med kovalente bindinger

## Enzymindustri
Enzymer bruges mere og mere i industrien til produktion af forbrugsvarer og andet, i takt med at metoder til at teste og udvikle enzymer efter behov bliver bedre og mere økonomiske. Brugen af enzymer er ideel, når en ekstremt specifik katalysator er nødvendig. Enzymer er dog generelt begrænset til det antal reaktioner, de gennem evolutionen er udviklet til at katalysere, og også med hensyn til deres mangel på stabilitet i organiske opløsningsmidler og ved høje temperaturer. Som konsekvens heraf er protein engeneering et aktivt forskningsfelt, som involverer forsøg på at skabe nye enzymer med nyskabende egenskaber, enten gennem rationelt design eller in vitro-evolution. De første bioteknologiske produkter kom på markedet i 1970'erne med insulin som værende det første produkt. Herefter udvikledes industrien og enzymvirksomheder blev i nogle lande (mest udtalt i Danmark, Brasilien og USA) støttet af staten, hvormed især danske virksomheder i dag er langt fremme i udviklingen, hvad angår enzymproduktion, og alene de to største enzymproducerende virksomheder i Danmark, Novozymes og Danisco størst hhv. næststørst, stod i 2005 for to tredjedele af verdensmarkedet. De tre hovedområder tekniske enzymer, fødevare- og foderenzymer er en inddeling, der efterhånden benyttes inden for enzymproduktion. Inden for alle de tre grupper sidder verdens største enzymproducent på mellem 40 og 50 % af markedet (pr. februar 2008), eller en samlet markedsandel på 46 % (pr. november 2007), mens Danisco står for omkring 20 % (pr. november 2007). Af andre mindre enzymproducenter kan nævnes Captive Producers, DSM, AB Enzymes og BASF.
| Anvendelse                                                 | Enzymer brugt                                                                              | Brug |
| Bageindustri                                               | Svampes alfa-amylase deaktiveres normalt omkring 50 °C, men ødelægges under bageprocessen. | Katalyserer nedbrydning af stivelse i melet til sukker. Gær producerer kuldioxid ud fra sukker. Brugt i produktionen af hvidt brød, boller og rundstykker. |
| Bageindustri                                               | Proteaser                                                                                  | Kiksfabrikanter bruger dem til at sænke proteinindholdet i mel. |
| Babymad                                                    | Trypsin                                                                                    | Til at forfordøje babymad. |
| Bryggeindustri                                             | Enzymer fra byg frigives under ølproduktionens mæskning.                                   | De degraderer stivelse og proteiner i det de producerer simple sukre, aminosyrer og peptider, der bruges af gær til fermentering. |
| Bryggeindustri                                             | Industrielt producerede bygenzymer                                                         | Bredt brugt i brygningsprocessen som erstatning for de naturlige enzymer fundet i byg. |
| Bryggeindustri                                             | Amylase, glucanaser, proteaser                                                             | Kløver polysakkarider og proteiner i malten. |
| Bryggeindustri                                             | Betaglucanaser og arabinoxylanaser                                                         | Forbedrer urtens og ølfiltratets karakteristika. |
| Bryggeindustri                                             | Amyloglucosidase og pullulanaser                                                           | Lavkalorieøl og justering af fermentering. |
| Bryggeindustri                                             | Proteaser                                                                                  | Fjerner uklarheder produceret under opbevaring af øl. |
|                                                            | Acetolaktatdecarboxylase (ALDC)                                                            | Undgår dannelsen af diacetyl |
| Frugtjuice                                                 | Cellulaser, pectinaser                                                                     | Klarer frugtjuice |
| Mejeriindustri                                             | Rennin, udvundet fra unge drøvtyggeres maver.                                              | Fabrikering af ost, brugt til at hydrolysere protein. |
| Mejeriindustri                                             | Mikrobielt produceret enzym                                                                | Bruges nu i stadig stigende grad i mejeriindustrien. |
| Mejeriindustri                                             | Lipaser                                                                                    | Bliver tilsat under produktionen af Roquefort-ost til at øge modningen af Danablu. |
| Mejeriindustri                                             | Laktaser                                                                                   | Nedbryder laktose til glukose og galaktose. |
| Kødmørnere                                                 | Papain                                                                                     | Til at mørne kød inden tilberedning. |
| Stivelsesindustri \| \| \| \| \| Glukose \| \| Fruktose \| | Amylaser, amyloglucosidaser og glucoamylaser                                               | Omdanner stivelse til glukose og forskellige sirupper. |
| Stivelsesindustri \| \| \| \| \| Glukose \| \| Fruktose \| | Glukoseisomerase                                                                           | Omdanner glukose til fruktose i produktionen af højfruktosesirupper fra stivelsesmaterialer. Disse sirupper har forøgede sødeegenskaber og sænkede kalorieværdier end sukrose for samme niveauer af sødning. |
| Papirindustri                                              | Amylaser, xylanaser, cellulaser og ligninaser                                              | Amylaser nedbryder stivelse til lavere viskositet medvirkende til størrelse og belægning af papir. Xylanaser reducerer blegning behøvet til affarvning; cellulaser blødgør fibre, forbedrer dræning og fremmer blækfjernelse; lipaser reducerer beg og lignin-nedbrydende enzymer fjerner lignin for at blødgøre papir. |
| Biobrændsel og biobrændstof-industri                       | Cellulaser                                                                                 | Brugt til at nedbryde cellulose til sukre der kan fermenteres (se cellulosisk ætanol). |
| Biobrændsel og biobrændstof-industri                       | Ligninaser                                                                                 | Brug af ligninaffald |
| Biologisk detergent                                        | Primært proteaser produceret i en ekstracellulær form fra bakterier                        | Brugt til at fjerne proteinpletter fra tøjet. |
| Biologisk detergent                                        | Amylaser                                                                                   | Detergenter i maskinopvask til at fjerne stridige stivelsesrester |
| Biologisk detergent                                        | Lipaser                                                                                    | Brugt til at at fjerne fedt- og oliepletter. |
| Biologisk detergent                                        | Cellulaser                                                                                 | Brugt i biologiske skyllemidler. |
| Rengøring til kontaktlinser                                | Proteaser                                                                                  | Til at fjerne proteiner på kontaktlinser for at forhindre infektioner. |
| Gummiindustri                                              | Catalase                                                                                   | Til at lave oxygen fra peroxid til at omdanne latex til skumgummi. |
| Fotografiindustri                                          | Protease (ficin)                                                                           | Løsne gelatin fra scrapfilm og dermed tillade gendannelsen af dens sølvindhold. |
| Molekylærbiologi                                           | Restriktionsenzymer, DNA-ligase og polymeraser                                             | Brugt til at manipulere DNA i gensplejsning, vigtigt i farmakologi, landbrug og medicin. Essentiel for restriktionsfordøjelse og PCR. Molekylærbiologi er også vigtig i kriminalteknologi. |
| Glukose                                                    |                                                                                            | Glukose |
| Glukose                                                    |                                                                                            | Fruktose |

## Yderligere læsning
| Etymologi og historie - New Beer in an Old Bottle: Eduard Buchner and the Growth of Biochemical Knowledge, redigeret af Athel Cornish-Bowden og udgivet af Universitat de València (1997): Arkiveret 13. december 2010 hos Wayback Machine ISBN 84-370-3328-4, En historie om tidlig enzymologi. - Williams, Henry Smith, 1863–1943. A History of Science: in Five Volumes. Volume IV: Modern Development of the Chemical and Biological Sciences Arkiveret 9. maj 2012 hos Wayback Machine, En lærebog fra det 19. århundrede. - Kleyn, J. and Hough J. The Microbiology of Brewing. Annual Review of Microbiology (1971) Vol. 25: 583–608 Enzymstruktur og -mekanisme - Fersht, A. Structure and Mechanism in Protein Science: A Guide to Enzyme Catalysis and Protein Folding. W. H. Freeman, 1998 ISBN 0-7167-3268-8 - Walsh, C., Enzymatic Reaction Mechanisms. W. H. Freeman and Company. 1979. ISBN 0-7167-0070-0 - Page, M. I., and Williams, A. (Eds.), 1987. Enzyme Mechanisms. Royal Society of Chemistry. ISBN 0-85186-947-5 - Bugg, T. Introduction to Enzyme and Coenzyme Chemistry, 2004, Blackwell Publishing Limited; 2nd edition. ISBN 1-4051-1452-5 - Warshel, A., Computer Modeling of Chemical Reactions in enzymes and Solutions John Wiley & Sons Inc. 1991. ISBN 0-471-18440-3 Termodynamik - Reaktioner og Enzymer Arkiveret 28. december 2012 hos Wayback Machine Kapitel 10 af On-Line Biology Book at Estrella Mountain Community College. | Kinetik og inhibering - Athel Cornish-Bowden, Fundamentals of Enzyme Kinetics. (3rd edition), Portland Press (2004), ISBN 1-85578-158-1. - Irwin H. Segel, Enzyme Kinetics: Behavior and Analysis of Rapid Equilibrium and Steady-State Enzyme Systems. Wiley-Interscience; New Ed edition (1993), ISBN 0-471-30309-7. - John W. Baynes, Medical Biochemistry, Elsevier-Mosby; 2th Edition (2005), ISBN 0-7234-3341-0, p. 57. Funktion og kontrol af enzymer i cellen - Price, N. and Stevens, L., Fundamentals of Enzymology: Cell and Molecular Biology of Catalytic Proteins Oxford University Press, (1999), ISBN 0-19-850229-X - Ernæring og Metabolske Sygdomme Arkiveret 15. juli 2007 hos Wayback Machine Kapitel i den online lærebog "Introduction to Genes and Disease" fra NCBI. Enzymnavngivningskonventioner - Enzyme Nomenklatur Arkiveret 5. september 2017 hos Wayback Machine, Anbefalinger til enzymnavne fra Nomenclature Committee of the International Union of Biochemistry and Molecular Biology. - Koshland D. The Enzymes, v. I, ch. 7, Acad. Press, New York, (1959) Industriel anvendelse - Historie om industrielle enzymerArkiveret 8. maj 2013 hos Wayback Machine, Artikel om historie omkring industielle enzymer, fra det sene 1900-tal til i dag. - Novozymes - Vores videnskab Arkiveret 8. september 2008 hos Wayback Machine Illustrerede eksempler på hvad enzymer bruges til og hvordan. |